# Wallaroo-Nationalpark
Der Wallaroo-Nationalpark ist ein Nationalpark im Osten des australischen Bundesstaates New South Wales, 83 Kilometer nordöstlich von Sydney und 26 Kilometer südwestlich von Newcastle.
Der Park liegt östlich des Williams River und westlich des Pacific Highway. Bis Juli 2007 war das Gebiet dieses Nationalparks die Wallaroo Nature Reserve. Im Südosten schließt der Karuah-Nationalpark direkt an.